# OpenStreetMap Foundation

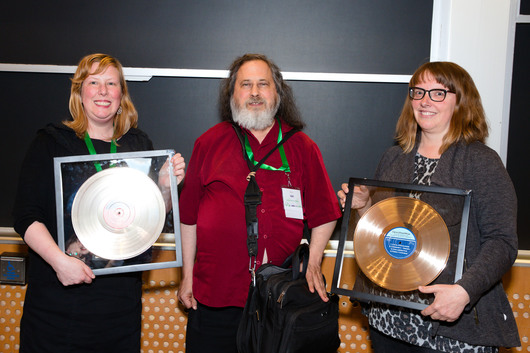
Free Software Foundation (FSF) nagrodziło OpenStreetMap nagrodą 2018 Free Software Award for Projects of Social Benefit.

OpenStreetMap Foundation (OSMF, Stowarzyszenie OpenStreetMap) – organizacja non-profit ściśle połączona z projektem OpenStreetMap (OSM). Jest spółką z ograniczoną odpowiedzialnością zarejestrowaną w Wielkiej Brytanii 22 sierpnia 2006 roku. Głównym celem OSMF jest rozwój oraz dystrybucja danych przestrzennych powszechnego użytku.

## Cele oraz misja działania
Stowarzyszenie zostało powołane z myślą o rozwoju elementów, które nie są łatwo osiągalne przez poszczególne osoby – na przykład, zarządzanie środkami darczyńców oraz hosting serwerów. 
Na stronie internetowej OpenStreetMap Foundation wymieniono główne cele:
- Stanowi osobę prawną, ze względu na rejestrację spółki w Wielkiej Brytanii.
- Zarządza serwerami oraz usługami niezbędnymi do działania projektu OpenStreetMap.
- Zbiera środki oraz przeznacza je na wartościowe projekty.
- Organizuje coroczną konferencję, State of the Map.
- Wspiera i komunikuje się z grupami roboczymi oraz przydziela zadania, tj. public relations, prace nad stroną internetową, itp.

OSMF nie jest jednak odpowiedzialne za m.in.: decydowanie o mapowanych obszarach, zarządzanie projektami oprogramowania oraz tworzenie narzędzi do wykorzystywania czystych danych przestrzennych.

### Cele dotyczące OpenStreetMap
OSMF podkreśla, że poniższa lista nie jest wyczerpująca:
- Chęć stworzenia najlepszego zbioru danych geoprzestrzennych świata, który jest rozpowszechniany oraz dostępny pod licencją otwartą.
- Wspieranie pozytywnego nastawienia społeczności OSM względem siebie.
- Zapewnienie swobody oraz łatwości edytowania dowolnych obszarów mapy.

## Struktura
OpenStreetMap Foundation jest organizacją członkowską, w której wszyscy członkowie mają prawo do głosowania dotyczącego aktywności stowarzyszenia podczas spotkań generalnych. Członkostwo jest otwarte dla każdego przy rocznej opłacie £15. Na stan grudnia 2017 roku zarejestrowanych jest 922 członków.
Organizacja jest finansowana ze składek członkowskich oraz datków. Na przykład, MapQuest wsparło stowarzyszenie kwotą $50 000,  a ESRI podarowało bliżej nieznaną „bardzo hojną darowiznę” w 2012.
Członkostwo korporacyjne (bez możliwości głosowania) zostało dopuszczone we wrześniu 2013. Pierwszymi firmami wspierającymi w ten sposób były Geofabrik, Geotab, Naver, NextGIS oraz Mapbox. Do 9 stycznia 2018 roku firmami, które wpłaciły największą roczną kwotę są Mapbox, ESRI, Mapzen oraz Bing. Firmy te zostały dopuszczone do zajęcia miejsca w radzie doradczej.

### Zarząd
Zarząd organizacji składa się z siedmiu osób, w tym prezesa, sekretarza oraz skarbnika. Jest wybierany głosowaniem przeprowadzonym przez członków stowarzyszenia. Do jego zadań należy między innymi: ustalanie wartości kluczowych dla OpenStreetMap, przeprowadzanie głosowań, zapewnienie działania OSM i OSMF zgodnego z prawem oraz zarządzanie budżetem. Nie jest odpowiedzialny za infrastrukturę OSM, nie prowadzi mapowania w konkretnym kierunku, ani nie udziela porad technicznych bądź prawnych.
Zarząd uchwalony na rok 2017 składa się z:
- Kate Chapman (Przewodnicząca)
- Martijn van Exel (Sekretarz)
- Frederik Ramm (Skarbnik)
- Heather Leson
- Paul Norman
- Peter Barth
- Mikel Maron

### Grupy robocze
Grupy robocze to główny sposób, poprzez który stowarzyszenie wspiera OSM w poszczególnych obszarach działania. Są otwarte na nowych pomocników, w tym na członków zarządu. Wyróżnia się następujące grupy:
- Grupa ds. licencjonowania (Licensing Working Group)
- Grupa ds. pracy nad danymi (Data Working Group)
- Grupa ds. pracy nad serwerami (Operations Working Group)
- Grupa ds. technologii (Engineering Working Group)
- Grupa ds. komunikacji (Communication Working Group)
- Grupa ds. członkostwa (Membership Working Group)
- Grupa ds. lokalnych oddziałów (Local Chapters Working Group)
- Komitet organizowania State of the Map (StateoftheMap Organizing Committee)

## Lokalne oddziały
OpenStreetMap Foundation jest w trakcie wdrażania sieci krajowych oddziałów, które są upoważnione do wystawienia przedstawiciela w radzie doradczej.
Państwami z formalnie ustanowionymi oddziałami są:
- Francja – OpenStreetMap France
- Niemcy – OpenStreetMap Deutschland / FOSSGIS
- Islandia – OpenStreetMap á Íslandi
- Włochy – OpenStreetMap Italia
- Szwajcaria – Swiss OpenStreetMap Association
- Wielka Brytania – OpenStreetMap United Kingdom

### W Polsce

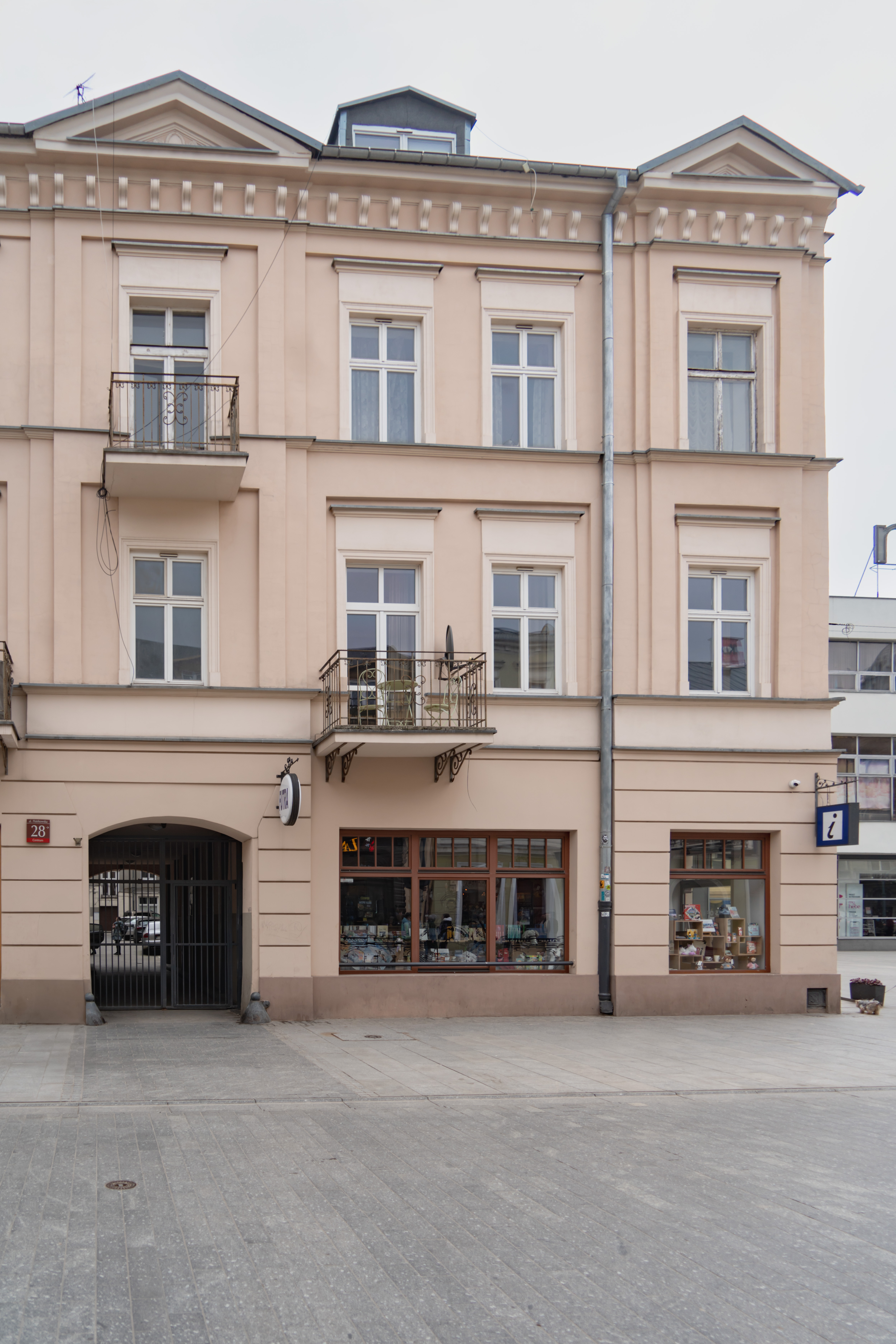
Łódź, Piotrkowska 28 - budynek w którym ma siedzibę OpenStreetMap Polska

Stowarzyszenie OpenStreetMap Polska zostało założone w marcu 2011 roku w Łodzi. W styczniu 2018 roku skupiało 64 członków. Są upoważnieni do wzięcia udziału w corocznym walnym zebraniu, uczęszczania na organizowane warsztaty oraz mogą liczyć na zniżki w przedsięwzięciach organizowanych przez stowarzyszenie. Składka członkowska wynosi minimum 50 zł/rok. 

Stowarzyszenie OpenStreetMap Polska to organizacja non-profit, którego celem jest promocja i wspieranie projektu OpenStreetMap na terenie Polski, ale także popularyzowanie idei wolnej kartografii oraz wykorzystania jej dla ogólnospołecznych celów takich jak popularyzacja wiedzy z zakresu geodezji i kartografii czy wspieranie tworzenia, gromadzenia i rozpowszechniania ogólnodostępnych danych geograficznych.

 Zarząd (na czas trwania kadencji 2020/22) składa się:
- Andrzej Kępys – prezes
- Olga Barańczyk – wiceprezes
- Włodzimierz Bartczak – wiceprezes
- Michał Brzozowski – skarbnik
- Karolina Socha – członek zarządu
- Konrad Łaciński – członek zarządu